# Henryk Kołodziejczyk
Henryk Kołodziejczyk (ur. 29 czerwca 1901 w Warszawie, zm. 28 września 1962 tamże) – polski działacz partyjny i państwowy, nauczyciel, poseł na Sejm Ustawodawczy, wojewoda warszawski (1948–1949), przewodniczący Prezydiów Wojewódzkich Rad Narodowych we Wrocławiu (1949–1950) i Koszalinie (1950–1951).

## Życiorys
Do 1919 ukończył cztery klasy gimnazjum w Lesznie, następnie uczył się w ramach samokształcenia. Od 1921 nauczyciel szkół powszechnych w powiecie dziśnieńskim i działacz Związku Polskiego Nauczycielstwa Szkół Powszechnych, w 1927 zwolniony z pracy. Od 1928 do 1938 referent ds. transportu w Pomorskim Inspektoracie Okręgowym Straży Celnej (potem Granicznej) w Czersku i Bydgoszczy. W 1939 przeszedł na emeryturę, następnie w 1940 został przesiedlony wraz z żoną i synem do obwodu archangielskiego, gdzie pracował jako robotnik. Działał w Związku Patriotów Polskich, kierował nim w obwodzie zaporoskim oraz organizował zarządy w Azji Środkowej. Został pełnomocnikiem komisji ds. repatriacji ludności polskiej z ZSRR.
W 1945 został członkiem Stronnictwa Ludowego (później przekształconego w ZSL), w kolejnym roku powrócił do Polski. W latach 1947–1952 był posłem na Sejm Ustawodawczy z okręgu Koźle. Kierował zarządami wojewódzkimi SL w Olsztynie (1946–1947) i Warszawie (1947–1948), następnie został członkiem Rady Naczelnej SL. Od 5 lutego 1947 do 27 listopada 1948 zajmował stanowisko wojewody warszawskiego, w 1949 został dyrektorem Polskich Zakładów Zbożowych. Następnie kierował Prezydiami Wojewódzkich Rad Narodowych we Wrocławiu (od 1949 do maja 1950) i Koszalinie (od 11 lipca 1950 do 24 maja 1951). W ramach Zjednoczonego Stronnictwa Ludowego objął stanowiska członka Rady Naczelnej i zastępcy Członka Głównej Komisji Rewizyjnej. W latach 1952–1956 kierownik działu w redakcji „Słowa Ludu”, następnie do 1959 przewodniczący Prezydium Powiatowej Rady Narodowej w Otwocku.

## Odznaczenia
Odznaczony Krzyżem Kawalerskim Orderu Odrodzenia Polski oraz Srebrnym Krzyżem Zasługi.